# Dykes to Watch Out For
Dykes to Watch Out For (auch: DTWOF) ist ein Comicstrip der US-Amerikanerin Alison Bechdel. Er erschien erstmals 1983 und gehört weltweit zu den erfolgreichsten und ältesten queeren Comicstrips.

## Inhalt
Dykes To Watch Out For beschreibt das Leben, die Beziehungen und die politischen Verwicklungen ihrer Figuren – die meisten davon sind lesbisch (Dyke) – in einer mittelgroßen Stadt irgendwo in den Vereinigten Staaten. Der Handlungsstrang folgt dem einer komödiantischen Seifenoper – die Beziehungen der Figuren werden verfolgt, Probleme müssen gelöst und Schicksalsschläge verarbeitet werden, neue Figuren tauchen auf. Gleichzeitig sind die Dialoge aber mit beißenden, teilweise ironischen Kommentaren versehen, und es werden aktuelle politische Ereignisse aufgegriffen und kommentiert. So nehmen etwa einige Figuren an Gay Pride Paraden und Demonstrationen teil, besuchen feministische Veranstaltungen und diskutieren die amerikanische Politik, beispielsweise nach den Anschlägen vom 11. September 2001.

## Die Figuren
Monica Testa(kurz: Mo) ist die Protagonistin des Strips. Sie ist eine politisch engagierte, lesbische Feministin mit einer Neigung zum Jammern. Sie arbeitet bei der unabhängigen Buchhandlung Madwimmin Bookstore, bevor sie einen Abschluss in Bibliothekswissenschaft macht und anfängt, als Bibliothekarin zu arbeiten.
Lois McGiverDrag King und Angestellte zunächst bei Mo, dann in einer anderen Buchhandlung und Mitbewohnerin von Ginger und Sparrow, trifft sich zurzeit häufig mit Jasmin, der allein erziehenden Mutter von Janis. Janis, anfangs Jonas, Teenager und Transgender, findet in Lois eine Ansprechpartnerin.
Ginger Jordanist Professorin für Englisch an der Buffalo Lake State University. Ihre Studentin Cynthia strebt eine Aufnahme bei der CIA an und outet sich gerade gegenüber ihren Eltern. Ginger hat eine Beziehung mit Samia, einer muslimischen Chemikerin aus Syrien, die mit einem Mann verheiratet ist. Noch bewohnt Ginger ein gemeinsames Haus mit Sparrow, ist aber zusammen mit Samia auf der Suche nach einer neuen Wohnung.
Sparrow Pidgeongeborene Prudence, ist Direktorin eines Frauenhauses und Atheistin, sie bezeichnet sich selbst als „bisexuelle Lesbe“. Momentan führt sie eine Beziehung mit dem jüdischen Pro-Feministen Stuart Goodman, der ihr gemeinsames Kind Jiao Raizel (oder J.R.) zuhause erzieht, ebenso wie Jasmins Tochter Janis. Sparrow, Stuart und Ginger bewohnen ein gemeinsames Haus.
Toni Ortizist CPA und Betriebswirtin, pausierte aber einige Jahre um ihren Sohn Rafael Clifford-Ortiz (auch: Raffi) aufzuziehen. Sie hatte eine langjährige Beziehung mit
Clarice Cliffordeiner arbeitswütigen Umweltanwältin. Clarice und Toni haben sowohl eine Commitment Ceremony in einem Hinterhof, eine Civil Union im Bundesstaat Vermont sowie eine Hochzeit im städtischen Rathaus gefeiert und sind die gemeinsamen Eltern von Raffi. Momentan überlegen sie, ob eine Scheidung wirklich erfordert, auseinanderzuziehen.
Sydney Krukowskyist Professorin für Women’s Studies und legt nicht viel Wert auf tiefschürfende moralische Gedanken. Sie gibt gerne mehr Geld aus, als sie besitzt, führt zurzeit eine Beziehung mit Mo und hat gerade eine Brustkrebsbehandlung erfolgreich abschließen können.
Jezanna Ramsay(früher: Alberta) ist Managerin bei Madwimmin und Chefin von Mo, bis diese ihr Bibliothekars-Studium beginnt. Beim lesbisch-schwulen Madwimmin Bookstore arbeiten bis zu seiner Schließung auch Lois und Thea, eine lesbische Jüdin, die an Multipler Sklerose erkrankt ist und während ihrer Collegezeit eine Beziehung mit Sydney hatte. Nach der Schließung ihres Geschäftes wird Jezanna Lehrerin für Englisch als Fremdsprache.

## Veröffentlichungen
Der Strip erschien ab Sommer 1983 regelmäßig in der feministischen Zeitung Womannews. Nach einem Jahr wurde die sehr erfolgreiche Serie auch von anderen Zeitungen übernommen. Zwölf Sammelbände sind herausgekommen, sieben davon auch in deutscher Übersetzung. Außerdem veröffentlichte Alison Bechdel einige Strips im Internet. 2008 gab die Autorin bekannt, eine Auszeit von der Serie zu nehmen.
Der erste Sammelband erhält gemischte, teilweise unzusammenhängende individuelle Strips. Die Serie rund um Mo beginnt ungefähr auf der Hälfte des zweiten Bandes More Dykes to Watch Out For.
Ab dem dritten Band begann Alison Bechdel, am Ende jedes Bandes eine graphische Novelle anzufügen. Teilweise sind dies einfach nur Rückblenden, beispielsweise in Unnatural Dykes to Watch Out For, an dessen Ende Bechdel schildert, wie ihre Hauptfiguren aufeinandergetroffen sind. Teilweise werden aber auch völlig neue Wendungen in der Handlung ermöglicht, wie die Geburt Raffis am Ende von Spawn of Dykes to Watch Out For.
Im Göttinger Verlag Daphne erschienen zwischen 1991 und 2003 sechs Bände in deutscher Übersetzung. Nach dem Tod der Verlagsgründerin Susanne Amrain wurde die Serie vom Verlag Krug & Schadenberg übernommen, der bislang einen Band herausgegeben hat. Die Übersetzung und graphische Bearbeitung stammen jeweils von Birgit Müller, im ersten Band unter Mitarbeit von Lisa Heineman. Die ersten vier Bände sind derzeit vergriffen.
1. Lesbenläufe : ... wie aus dem Bilderbuch. Daphne, 1991. ISBN 3-89137-012-1 (=More Dykes to watch out for, 1988)
2. Die feine Lesbenart. Daphne, 1993. ISBN 3-89137-014-8 (=New, improved! Dykes to watch out for, 1990)
3. Wilde Lesbenwelt. Daphne, 1998. ISBN 3-89137-031-8 (=Unnatural dykes to watch out for, 1995)
4. Turbogeile Lesbenlust. Daphne, 1999. ISBN 3-89137-032-6 (=Hot, throbbing dykes to watch out for, 1997)
5. Lesbenchaos. Daphne, 2000. ISBN 3-89137-034-2 (=Split level dykes to watch out for, 1998)
6. Postmoderne Lesbenheit. Daphne, 2003. ISBN 3-89137-036-9 (=Post-dykes to watch out for, 2000)
7. Lesben und andere Lebensformen auf Kohlenstoffbasis. Krug und Schadenberg, 2005. ISBN 3-930041-47-2 (=Dykes and Other Carbon-Based Life-Forms to Watch Out For, 2003)

Die folgenden Bände sind bislang nicht auf Deutsch erschienen:
- Dykes to Watch Out For (1986)
- Dykes to Watch Out For: The Sequel (1992)
- Spawn of Dykes to Watch Out For (1993)
- Invasion of the Dykes To Watch Out For (2005)
- The Essential Dykes to Watch Out For (Anthologie mit Strips aus den vorigen Bänden, 2008)

## Der Bechdel-Test
Im Comic wird der so genannte Bechdel-Test, auch als Bechdel/Wallace-Test oder Bechdel-Gesetz bekannt, thematisiert: Bechdel verweist auf ihre Freundin Liz Wallace für die Erfindung des Tests, der zuerst 1985 im Comic-Strip „The Rule“ auftaucht. Eine Person sagt in diesem Comic, dass sie nur Filme sehe, auf die die folgenden Bedingungen zutreffen:
1. Es spielen mindestens zwei Frauen mit,
2. die sich miteinander unterhalten,
3. über etwas anderes als einen Mann.[1][2]

Eine Variante des Tests, bei der die beiden Frauen keine Statisten sein dürfen, wird auch Mo Movie Measure genannt. Der Name ist dabei eine Fehlbezeichnung, da zum Zeitpunkt der Veröffentlichung des Comics weder Mo noch die anderen Figuren vorgestellt worden sind.